# Кей-Зеа-Кон
Вулкан Кей Зеа Кон — підводний вулкан депресії Пратт Алеутського архіпелагу. Вулкан підіймається з глибини на 900 м. Діаметр його основи досягає 9 км. Вулкан Кей Зеа Кон має дві вершини: південно-східна знаходиться на глибині 212 м, північно-західна — на глибині 500 м.